# Alén de Ancos
Alén de Ancos es un grupo gallego de música folk, fundado en Ferrol en el año 2007. Su música mezcla temas de la música tradicional gallega con la influencia de la música celta de Irlanda o Escocia. Su nombre en gallego significa 'más allá de Ancos', en referencia al monte Ancos, situado en el municipio de Neda.
Participaron por primera vez en el Proyecto Runas, el certamen de bandas noveles del Festival de Ortigueira de 2012. En 2015 volvieron a concursar y obtuvieron el segundo lugar detrás del grupo de Irlanda Perfect Friction. En 2016 actuaron en el escenario principal de dicho festival, en sustitución de la banda irlandesa.

## Componentes e instrumentos
- Pablo Díaz: gaita, tin whistle y voz.
- Rubén Gómez: guitarra.
- Aitor Rodríguez: bodhrán y cajón flamenco.
- Iago Casal: teclado y voz.
- Carlos Caaveiro: gaita y flauta irlandesa.
- Dolores Melgar: pandereta.
- Fausto Escrigas: saxo soprano y flauta irlandesa.